# Mert Yazıcıoğlu
Mert Yazıcıoğlu (* 10. Mai 1993 in Istanbul) ist ein türkischer Schauspieler.

## Leben und Karriere
Yazıcıoğlu wurde am 10. Mai 1993 in Istanbul geboren. Er studierte an der İstanbul Aydın Üniversitesi. Sein Debüt gab er 2011 in dem Film Dedemin İnsanları. 2013 spielte er in Karagül mit. Zwischen 2016 und 2017 trat er in Umuda Kelepçe Vurulmaz auf. Später bekam er eine Rolle in Mehmed: Bir Cihan Fatihi. Außerdem spielte er 2018 in İyi Oyun mit. Unter anderem wurde er für die Serie Bir Litre Gözyaşı gecastet. 2020 trat er in der Netflixserie Aşk 101 auf.

## Filmografie
Filme
- 2011: Dedemin İnsanları
- 2018: İyi Oyun

Serien
- 2012–2013: Kayıp Şehir
- 2013–2016: Karagül
- 2016–2017: Umuda Kelepçe Vurulmaz
- 2018: Mehmed: Bir Cihan Fatihi
- 2018–2019: Bir Litre Gözyaşı
- 2020: Bir Annenin Günahı
- 2020–2021: Love 101 (Aşk 101)
- 2021: Ölüm Zamanı
- 2022: Darmaduman
- 2023: Kızıl Goncalar